# Viveka Starfelt
Solveig Viveka Starfelt-Barthel, född Starfelt 24 december 1906 i Helsingborg, död 24 februari 1976 i Västerleds församling, Stockholm, var en svensk författare och översättare. 
Viveka Starfelt studerade vid Lunds universitet 1926–1929. Hon romandebuterade 1938 med Narkissos. Starfelts romaner utspelar sig i allmänhet i intellektuella, borgerliga kretsar. Ett återkommande motiv är en ung kvinnas psykologiska utveckling från ångestfylld självupptagenhet till större mognad och självkännedom.
Som översättare – främst från engelska men även från tyska, danska och norska – producerade hon översättningar till serien De odödliga ungdomsböckerna men också vuxenböcker av bland andra Frans Kafka och Karen Blixen.
Viveka Starfelts far var advokat och brodern Eric Starfelt teolog och biblioteksman. Hon gifte sig 1936 med författaren Sven Barthel.